# Albert Neuhuys (1895-1968)
Albertus Johannes Augustus (Albert) Neuhuys (Antwerpen, 17 april 1895 - Sassenheim, 20 februari 1968) was een  Nederlands etser, aquarellist, kunstschilder en tekenaar.

## Loopbaan
Neuhuys kreeg zijn opleiding op de Academie Antwerpen en op de Academie van Beeldende Kunsten in Rotterdam, waar hij de etstechniek leerde van Antoon Derkzen van Angeren. Hij was onder meer werkzaam in Voorburg (1918), Rotterdam (1918-1961) en in Sassenheim (1961-1968) Hij vervaardigde onder meer portretten, naaktfiguren, landschappen en haven- en stadsgezichten. Hij was lid van de Rotterdamse Kunstenaarssociëteit.
In 1939 kocht het gemeentearchief van Rotterdam van hem een vijftal etsen die de Waalhaven en omgeving voorstellen. In 1941 maakte hij, naast een aantal anderen, in opdracht van de gemeente ten behoeve van het gemeentearchief een aantal etsen en/of tekeningen, teneinde het zo veranderde "stad- en plattelandsbeeld" vast te leggen. Een aantal van zijn etsen, tekeningen en aquarellen werden geëxposeerd op een tentoonstelling in 1960/1961 van het prentenkabinet van het museum Museum Boijmans Van Beuningen te Rotterdam.
- Biografisch Portaal: 47788006
- Gemeinsame Normdatei: 174325754
- International Standard Name Identifier: 0000 0003 9839 1320
- Nederlandse Thesaurus van Auteursnamen: 140621121
- RKD-Nederlands Instituut voor Kunstgeschiedenis: 59208
- Union List of Artist Names: 500159230
- Virtual International Authority File: 246397446